# Люботин (Словаччина)
Люботин або Люботін (словац. Ľubotín) — село в Словаччині, Старолюбовняському окрузі Пряшівського краю.
Вперше згадується у 1330 році.
В селі є римо-католицький костел з 1905 року.

## Географія
Розташоване в північно-східній частині Словаччини на межі Любовнянської височини, Левоцьких та Чергівських гір в долині річки Люботинка.

## Населення
| Рік:            | 1994. | 2004.   | 2014.   | 2024.   |
| --------------- | ----- | ------- | ------- | ------- |
| Кількість осіб: | 1286  | 1338    | 1362    | 1308    |
| Різниця:        |       | +4,04 % | +1,79 % | -3,96 % |

| Рік:            | 2023. | 2024.   |
| --------------- | ----- | ------- |
| Кількість осіб: | 1315  | 1308    |
| Різниця:        |       | -0,53 % |

В селі проживає 1375 осіб.
Національний склад населення (за даними останнього перепису населення — 2001 року):
- словаки — 92,87 %
- цигани — 5,91 %
- русини — 0,91 %
- українці — 0,15 %
- чехи — 0,15 %

Склад населення за приналежністю до релігії станом на 2001 рік:
- римо-католики — 85,82 %,
- греко-католики — 11,60 %,
- православні — 0,68 %,
- протестанти — 0,45 %,
- не вважають себе віруючими або не належать до жодної вищезгаданої церкви — 1,36 %.